# Варшавска конфедерация (1573)
 Тази статия е за Варшавската конфедерация от 1573 година.  За конфедерацията от 1704 година вижте Варшавска конфедерация (1704).  
Варшавската конфедерация е важно събитие в история и религията на Полша, състояло се на 28 януари 1573 г., по време на първия конвокационен сейм във Варшава. Нейната цел е постигането на религиозна толерантност в Жечпосполита.
Заключителният акт на Варшавската конфедерация се смята за първия подобен документ в Европа. Макар че актът не спира религиозните конфликти, той временно превръща Жечпосполита в много по-безопасно и толерантно място, отколкото по-голяма част от тогавашна Европа, особено по времето на Тридесетгодишната война.
В конфедерация взимат участие представители на Великополша и Малополша, Великото херцогство Литва, Киевското, Волинското, Подляското и Руското войводство, земите на Прусия, Поморието, Жемайтия, Ливония и град Краков.
Варшавската конфедерация има за цел преодоляването на проблемите, които са възникнали след сключването на Люблинската уния, съгласно която се създава нова държава – Жечпосполита, която има общ крал, сейм, пари, данъци и единна външна политика, но няма обща религия. В източните земи на Полша има много православни християни, а на запад – протестанти.
Варшавската конфедерация изиграва значителна роля в защитата на религиозните свободи в Жечпосполита, участниците се ангажират да бъдат взаимно толерантни, да поддържат тази толерантност и през следващите поколения, да бъдат солидарни в борбата за свободата на вярата при всяко управление, което преследва някое вероизповедание. Католическите епископи не се подписват под документа на Варшавската конфедерация, като заявяват, че тя „обижда величието на Бога, разрушава основите на полската държавност, тъй като обявява свобода за всички друговерци, магометани, юдеите, протестанти и други схизматици“.
През 2003 г. текстът на конфедерацията е включен в списъка на ЮНЕСКО Паметта на света.